# 森岡隆三
森岡 隆三（もりおか りゅうぞう、1975年10月7日 - ）は、神奈川県横浜市青葉区出身の元プロサッカー選手、サッカー指導者（JFA 公認S級コーチ）。現役時代のポジションはディフェンダー（DF）。元日本代表。

## 選手経歴
一般受験で桐蔭学園高校に入学。中学時代のポジションはMFで無名の存在であったが、高校時代に当時監督の李国秀に見出されDFにコンバート。これがサッカー選手としての成功の礎となった。
1994年に鹿島アントラーズに入団。1995年途中に清水エスパルスにレンタル移籍しそこで頭角を現しそのまま清水へ完全移籍をする。
2005年8月28日（大宮アルディージャ戦/熊谷スポーツ文化公園陸上競技場）、試合終了後に競技場内のトイレの壁を蹴って破損、3試合の出場停止処分を受けた。その事件以降レギュラーを剥奪される。
2006年は若手の台頭により出場機会が激減。本人の意向により12月5日に移籍リストに登録されることが発表され、約11年間所属した清水を退団。同月28日に京都サンガF.C.への移籍が発表された。
2007年はキャプテンとしてチームを牽引しJ1昇格に貢献したが、2008年は増嶋竜也などにポジションを奪われスタメンから外れるようになった。
8月の時点で契約更新をしない旨が伝えられたが、秋には復調して途中交代ながら出場機会は増えた。一時は現役続行を模索したが、最終戦ひとつ前の大宮戦でチームが残留を決めたことで現役引退を決断した。

## 代表経歴
フィリップ・トルシエ体制の日本代表で招集を受けると、井原や秋田や斎藤などフランスワールドカップ組が見切りを付けられた後、井原に代わって背番号4とDFリーダーを託される。フラット3の中心選手としてトルシエからの信頼は厚く、シドニーオリンピックでは宮本や松田など、23歳以下で優秀な選手がいるにもかかわらず、彼らをベンチに置いてまで貴重なオーバーエイジ枠で招集され、3バックの中央を任された。同年のアジアカップ優勝にも貢献。
2002 FIFAワールドカップを前に怪我を負い離脱をするが、トルシエからの信頼は絶大で、大会前の試合をすべて欠場していたにもかかわらず、本大会に合わせて回復すると同時に代表復帰、キャプテンを任され大会に挑んだ。しかしグループリーグ第1戦のベルギー代表戦で相手との接触プレーから負傷し、それ以降出場できなかった。
ジーコ体制下では序盤こそレギュラーを務めるが2003年6月8日のキリンカップサッカーのアルゼンチン代表戦での4失点以降は名良橋晃、秋田豊、服部年宏らと共に代表から遠ざかることとなった。

## 現役引退後
現役最後の試合となった最終節は奇しくも彼が11年間所属をした清水戦だった。チームは負けてしまったものの、試合後のセレモニーでは京都の選手・スタッフから花を手渡されたほかに、清水側からも全選手のサイン入りユニフォームが伊東輝悦によって贈られ、号泣する姿に両チームのサポーターから歓声が上がった。セレモニー終了後には京都サポーターおよび清水サポーターの所に行き、清水退団時にすることができなかった最後の挨拶を行なった。
2009年、京都のコーチに就任。2011年にJFA 公認A級コーチジェネラルを取得した。2014年は京都のトップチームから離れ、派遣という形で佐川印刷京都のヘッドコーチに就任。2014年12月よりJFA 公認S級コーチのライセンスを取得するため、イタリアで海外研修を受けることとなった

### 監督時代
2015年、京都のU-18監督に就任し 、2年目の2016年度の第24回Jリーグユース選手権大会で3位に入賞するなどの結果を残した。契約満了により2016年をもって退任した。
2017年、ガイナーレ鳥取の監督に就任。3月12日、J3開幕戦のガンバ大阪U-23戦ではフラットスリーを組んだ宮本恒靖と監督として対戦して初勝利を飾った。しかし、その後は勝ち点を伸ばせず、この年は4勝9分19敗の17位（リーグ最下位）に終わった。2018年6月、鳥取の監督を解任された。
2018年8月、当時東京都社会人サッカーリーグ1部に所属するCriacao Shinjukuのアドバイザーに就任。2019年、NHK BS1のJリーグテレビ中継解説者。

## エピソード
2002 FIFAワールドカップではアゴカルテット（森岡、秋田豊、楢﨑正剛、曽ヶ端準の4人）として「六月の勝利の歌を忘れない」を盛り上げた。
桐蔭学園高校時代の同級生に廣長優志や元プロ野球選手の高橋由伸がいる。
清水では1997年からJリーグが固定背番号制になるに当たり「前年のレギュラーが一番つけていた背番号を優先的に与える」という基準で背番号を与えた。このため前年、たまたま空いていたことから11番をつけることが多くなった森岡の背番号は11となり、その後10年の長きにわたりDFとしては珍しい背番号を背負って清水でプレイした。
1996年以前の変動背番号制が採用されていた清水在籍時には、FWの長谷川健太（9番）がスタメンの時は11番を、元イタリア代表のマッサーロ（11番）がスタメンの時は9番をつけてプレイしたことがある。
ORANGE RANGEと親交があり、自身のホームページに一緒に写っている写真が掲載されている。ただしこの頃のORANGE RANGEはブレイク前であり、現在も親交があるかどうかは定かでない。
猪木信者としても有名で、自身の猪木のモノマネが原因で、離婚危機になったこともある。
仲間内3人で「KHR international」発足、東京原宿にて「グラムス」という衣料ブランドを立ち上げ販売業を営む。
一時期、三宿で洋服屋を経営していた。
また、2010 FIFAワールドカップにおけるNHK-BSのサッカー関連番組において、巻誠一郎とともに解説を務めた。

## 所属クラブ
ユース経歴
- 1989年 - 1991年 桐蔭学園中学校
- 1991年 - 1994年 桐蔭学園高校

プロ経歴
- 1994年 - 1995年7月  鹿島アントラーズ
- 1995年8月 - 2006年  清水エスパルス
- 2007年 - 2008年  京都サンガF.C.

## 個人成績
| 国内大会個人成績 | 国内大会個人成績 | 国内大会個人成績 | 国内大会個人成績 | 国内大会個人成績 | 国内大会個人成績 | 国内大会個人成績 | 国内大会個人成績 | 国内大会個人成績 | 国内大会個人成績 | 国内大会個人成績 | 国内大会個人成績 |
| 年度             | クラブ           | 背番号           | リーグ           | リーグ戦         | リーグ戦         | リーグ杯         | リーグ杯         | オープン杯       | オープン杯       | 期間通算         | 期間通算         |
| 年度             | クラブ           | 背番号           | リーグ           | 出場             | 得点             | 出場             | 得点             | 出場             | 得点             | 出場             | 得点             |
| 日本             | 日本             | 日本             | 日本             | リーグ戦         | リーグ戦         | リーグ杯         | リーグ杯         | 天皇杯           | 天皇杯           | 期間通算         | 期間通算         |
| ---------------- | ---------------- | ---------------- | ---------------- | ---------------- | ---------------- | ---------------- | ---------------- | ---------------- | ---------------- | ---------------- | ---------------- |
| 1994             | 鹿島             | -                | J                | 1                | 0                | 0                | 0                | 0                | 0                | 1                | 0                |
| 1995             | 鹿島             | -                | J                | 0                | 0                | -                | -                | -                | -                | 0                | 0                |
| 1995             | 清水             | -                | J                | 25               | 1                | -                | -                | 0                | 0                | 25               | 1                |
| 1996             | 清水             | -                | J                | 23               | 0                | 16               | 1                | 3                | 0                | 42               | 1                |
| 1997             | 清水             | 11               | J                | 30               | 1                | 6                | 0                | 3                | 0                | 39               | 1                |
| 1998             | 清水             | 11               | J                | 26               | 0                | 3                | 0                | 5                | 0                | 34               | 0                |
| 1999             | 清水             | 11               | J1               | 26               | 1                | 4                | 0                | 0                | 0                | 30               | 1                |
| 2000             | 清水             | 11               | J1               | 27               | 0                | 2                | 0                | 5                | 0                | 34               | 0                |
| 2001             | 清水             | 11               | J1               | 30               | 1                | 1                | 0                | 5                | 2                | 36               | 3                |
| 2002             | 清水             | 11               | J1               | 3                | 1                | 2                | 0                | 1                | 0                | 6                | 1                |
| 2003             | 清水             | 11               | J1               | 25               | 3                | 4                | 1                | 4                | 1                | 33               | 5                |
| 2004             | 清水             | 11               | J1               | 29               | 0                | 6                | 1                | 1                | 0                | 36               | 1                |
| 2005             | 清水             | 11               | J1               | 23               | 1                | 6                | 0                | 5                | 0                | 34               | 1                |
| 2006             | 清水             | 11               | J1               | 10               | 0                | 1                | 0                | 0                | 0                | 11               | 0                |
| 2007             | 京都             | 6                | J2               | 22               | 1                | -                | -                | 0                | 0                | 22               | 1                |
| 2008             | 京都             | 6                | J1               | 7                | 0                | 3                | 0                | 0                | 0                | 10               | 0                |
| 通算             | 日本             | 日本             | J1               | 285              | 9                | 54               | 3                | 32               | 3                | 371              | 15               |
| 通算             | 日本             | 日本             | J2               | 22               | 1                | -                | -                | 0                | 0                | 22               | 1                |
| 総通算           | 総通算           | 総通算           | 総通算           | 307              | 10               | 54               | 3                | 32               | 3                | 393              | 16               |

その他の公式戦
- 1996年
  - サントリーカップ 1試合0得点
- 1999年
  - スーパーカップ 1試合0得点
- 2001年
  - スーパーカップ 1試合0得点
- 2007年
  - J1・J2入れ替え戦 2試合0得点

| 国際大会個人成績 | 国際大会個人成績 | 国際大会個人成績 | 国際大会個人成績 | 国際大会個人成績 |
| 年度             | クラブ           | 背番号           | 出場             | 得点             |
| AFC              | AFC              | AFC              | ACL              | ACL              |
| ---------------- | ---------------- | ---------------- | ---------------- | ---------------- |
| 2002-03          | 清水             | 11               | 3                | 0                |
| 通算             | AFC              | AFC              | 3                | 0                |

## 代表歴

### 出場大会
- 1995 FIFAワールドユース選手権 (U-20日本代表)
- コパ・アメリカ1999
- シドニーオリンピック (2000年、オーバーエイジ枠)
- AFCアジアカップ2000
- FIFAコンフェデレーションズカップ2001
- 2002 FIFAワールドカップ
- FIFAコンフェデレーションズカップ2003

### 試合数
- 国際Aマッチ 38試合 0得点 (1999-2003)

| 日本代表 | 国際Aマッチ | 国際Aマッチ |
| 年       | 出場        | 得点        |
| -------- | ----------- | ----------- |
| 1999     | 7           | 0           |
| 2000     | 14          | 0           |
| 2001     | 11          | 0           |
| 2002     | 2           | 0           |
| 2003     | 4           | 0           |
| 通算     | 38          | 0           |

### 出場
| No. | 開催日         | 開催都市                   | スタジアム                         | 対戦相手         | 結果        | 監督                 | 大会                       |
| --- | -------------- | -------------------------- | ---------------------------------- | ---------------- | ----------- | -------------------- | -------------------------- |
| 1.  | 1999年03月31日 | 東京都                     | 国立霞ヶ丘競技場陸上競技場         | ブラジル         | ●0-2        | フィリップ・トルシエ | キリンビバレッジ           |
| 2.  | 1999年06月03日 | 東京都                     | 国立霞ヶ丘競技場陸上競技場         | ベルギー         | △0-0        | フィリップ・トルシエ | キリンカップ               |
| 3.  | 1999年06月06日 | 神奈川県                   | 横浜国際総合競技場                 | ペルー           | △0-0        | フィリップ・トルシエ | キリンカップ               |
| 4.  | 1999年06月29日 | アスンシオン               |                                    | ペルー           | ●2-3        | フィリップ・トルシエ | コパ・アメリカ             |
| 5.  | 1999年07月02日 | アスンシオン               |                                    | パラグアイ       | ●0-4        | フィリップ・トルシエ | コパ・アメリカ             |
| 6.  | 1999年07月05日 | ペドロ・ファン・カバジェロ |                                    | ボリビア         | △1-1        | フィリップ・トルシエ | コパ・アメリカ             |
| 7.  | 1999年09月08日 | 神奈川県                   | 横浜国際総合競技場                 | イラン           | △1-1        | フィリップ・トルシエ | キリンチャレンジ           |
| 8.  | 2000年03月15日 | 愛知県                     | 神戸総合運動公園ユニバー記念競技場 | 中華人民共和国   | △0-0        | フィリップ・トルシエ | キリンビバレッジ           |
| 9.  | 2000年04月26日 | ソウル                     |                                    | 韓国             | ●0-1        | フィリップ・トルシエ | 国際親善試合               |
| 10. | 2000年06月04日 | カサブランカ               |                                    | フランス         | △2-2(PK2-4) | フィリップ・トルシエ | ハッサン2世杯              |
| 11. | 2000年06月06日 | カサブランカ               |                                    | ジャマイカ       | ○4-0        | フィリップ・トルシエ | ハッサン2世杯              |
| 12. | 2000年06月11日 | 宮城県                     | 宮城スタジアム                     | スロバキア       | △1-1        | フィリップ・トルシエ | キリンカップ               |
| 13. | 2000年06月18日 | 神奈川県                   | 横浜国際総合競技場                 | ボリビア         | ○2-0        | フィリップ・トルシエ | キリンカップ               |
| 14. | 2000年08月16日 | 広島県                     | 広島広域公園陸上競技場             | アラブ首長国連邦 | ○3-1        | フィリップ・トルシエ | キリンチャレンジ           |
| 15. | 2000年10月14日 | サイダ                     |                                    | サウジアラビア   | ○4-1        | フィリップ・トルシエ | アジアカップ               |
| 16. | 2000年10月17日 | サイダ                     |                                    | ウズベキスタン   | ○8-1        | フィリップ・トルシエ | アジアカップ               |
| 17. | 2000年10月20日 | ベイルート                 |                                    | カタール         | △1-1        | フィリップ・トルシエ | アジアカップ               |
| 18. | 2000年10月24日 | ベイルート                 |                                    | イラク           | ○4-1        | フィリップ・トルシエ | アジアカップ               |
| 19. | 2000年10月26日 | ベイルート                 |                                    | 中華人民共和国   | ○3-2        | フィリップ・トルシエ | アジアカップ               |
| 20. | 2000年10月29日 | ベイルート                 |                                    | サウジアラビア   | ○1-0        | フィリップ・トルシエ | アジアカップ               |
| 21. | 2000年12月20日 | 東京都                     | 国立霞ヶ丘競技場陸上競技場         | 韓国             | △1-1        | フィリップ・トルシエ | キリンビバレッジ           |
| 22. | 2001年03月24日 | サンドニ                   |                                    | フランス         | ●0-5        | フィリップ・トルシエ | 国際親善試合               |
| 23. | 2001年04月25日 | コルドバ                   |                                    | スペイン         | ●0-1        | フィリップ・トルシエ | 国際親善試合               |
| 24. | 2001年05月31日 | 新潟県                     | 新潟スタジアム                     | カナダ           | ○3-0        | フィリップ・トルシエ | コンフェデレーションカップ |
| 25. | 2001年06月02日 | 新潟県                     | 新潟スタジアム                     | カメルーン       | ○2-0        | フィリップ・トルシエ | コンフェデレーションカップ |
| 26. | 2001年06月07日 | 神奈川県                   | 横浜国際総合競技場                 | オーストラリア   | ○1-0        | フィリップ・トルシエ | コンフェデレーションカップ |
| 27. | 2001年06月10日 | 神奈川県                   | 横浜国際総合競技場                 | フランス         | ●0-1        | フィリップ・トルシエ | コンフェデレーションカップ |
| 28. | 2001年07月01日 | 北海道                     | 札幌ドーム                         | パラグアイ       | ○2-0        | フィリップ・トルシエ | キリンカップ               |
| 29. | 2001年07月04日 | 大分県                     | 大分スポーツ公園総合競技場         | ユーゴスラビア   | ○1-0        | フィリップ・トルシエ | キリンカップ               |
| 30. | 2001年08月15日 | 静岡県                     | 静岡県小笠山総合運動公園スタジアム | オーストラリア   | ○3-0        | フィリップ・トルシエ | AFC/OFCチャレンジカップ    |
| 31. | 2001年10月04日 | ランス                     |                                    | セネガル         | ●0-2        | フィリップ・トルシエ | 国際親善試合               |
| 32. | 2001年11月07日 | 埼玉県                     | 埼玉スタジアム2002                 | イタリア         | △1-1        | フィリップ・トルシエ | キリンチャレンジカップ     |
| 33. | 2002年05月25日 | 東京都                     | 国立霞ヶ丘競技場陸上競技場         | スウェーデン     | △1-1        | フィリップ・トルシエ | キリンチャレンジカップ     |
| 34. | 2002年06月04日 | 埼玉県                     | 埼玉スタジアム2002                 | ベルギー         | △2-2        | フィリップ・トルシエ | ワールドカップ             |
| 35. | 2003年03月28日 | 東京都                     | 国立霞ヶ丘競技場陸上競技場         | ウルグアイ       | △2-2        | ジーコ               | 国際親善試合               |
| 36. | 2003年04月16日 | ソウル                     |                                    | 韓国             | ○1-0        | ジーコ               | 国際親善試合               |
| 37. | 2003年05月31日 | 東京都                     | 国立霞ヶ丘競技場陸上競技場         | 韓国             | ●0-1        | ジーコ               | 国際親善試合               |
| 38. | 2003年06月08日 | 大阪府                     | 長居陸上競技場                     | アルゼンチン     | ●1-4        | ジーコ               | キリンカップ               |

## 個人タイトル
- 1999年 - Jリーグベストイレブン
- 2000年 - AFC All Star Team
- 2000年 - アジアカップ2000 最優秀DF

## 指導歴
- 2009年 - 2013年 京都サンガF.C. コーチ
- 2014年 佐川印刷京都サッカークラブ ヘッドコーチ
- 2015年 - 2016年 京都サンガF.C.U-18 監督
- 2017年 - 2018年6月 ガイナーレ鳥取 監督
- 2018年8月 - Criacao Shinjuku アドバイザー
- 2019年 - 清水エスパルス
  - 2019年 アカデミーアドバイザー
  - 2020年 - アカデミーヘッドオブコーチング

## 監督成績
| 年度   | 所属   | クラブ | リーグ戦 | リーグ戦 | リーグ戦 | リーグ戦 | リーグ戦 | リーグ戦 | カップ戦      | カップ戦  | 備考                   |
| 年度   | 所属   | クラブ | 順位     | 勝点     | 試合     | 勝       | 分       | 敗       | Jリーグカップ | 天皇杯    | 備考                   |
| ------ | ------ | ------ | -------- | -------- | -------- | -------- | -------- | -------- | ------------- | --------- | ---------------------- |
| 2017   | J3     | 鳥取   | 17位     | 21       | 32       | 4        | 9        | 19       | -             | 1回戦敗退 |                        |
| 2018   | J3     | 鳥取   | 7位      | 18       | 12       | 5        | 3        | 4        | -             | 1回戦勝利 | 解任（12節）時点の成績 |
| J3通算 | J3通算 | J3通算 | -        | -        | 44       | 9        | 12       | 23       | -             | -         | -                      |
| 総通算 | 総通算 | 総通算 | -        | -        | 44       | 9        | 12       | 23       | -             | -         | -                      |